# Tumwater (Washington)
Tumwater je grad u američkoj saveznoj državi Washington. Prema popisu stanovništva iz 2010. u njemu je živjelo 17.371 stanovnika.